# Evobus
A EvoBus é construtora líder de autocarros, integrada no Mercedes-Benz Group. Produz e comercializa autocarros urbanos, interurbanos e de turismo das marcas Mercedes-Benz e Setra. Conta ainda com a marca OMNIplus que oferece os serviços de assistência após-venda, nas suas componentes técnica, peças originais, formação profissional e serviços financeiros.

## História
Em 1995, a Mercedes-Benz e a Setra, marcas pioneiras do ramo dos autocarros, juntaram-se sob a marca EvoBus. A Mercedes-Benz trouxe mais de 100 anos de experiência de negócios na área do autocarro, iniciada por Carl Benz em 1895, em Mannheim. A Setra de Kässbohrer ofereceu a tradição e inovação características do seu produto topo de gama, internacionalmente reconhecido, fabricado na sua cidade natal, Neu-Ulm.
1995 

- A 23 de Fevereiro nasce a EvoBus GmbH
- Produções localizadas em Mannheim, Ulm/Neu-Ulm e Ligny-en-Barrois
- Cerca de 9.340 empregados na Europa
- Venda de veículos novos Mercedes-Benz e Setra: 5.648 unidades; 1.4 bilhões de Euros

1996

- Fundação das primeiras 7 de 16 subsidiárias em toda a Europa
- Criação da marca de serviço OMNIplus
- O Setra S 315 NF é eleito "Autocarro do Ano"

1997

- Início da rede de produção entre Mannheim e Ulm/Neu-Ulm
- As peças originais Mercedes-Benz são transferidas para o armazém central em Neu-Ulm
- Apresentação do Mercedes-Benz Citaro e do modelo de Pilha de combustível (fuel-cell) NEBUS

1998

- Construção da mais recente oficina de pintura de autocarros da Europa em Neu-Ulm
- Mudança para o novo centro de desenvolvimento em Neu-Ulm
- Abertura do novo pólo de produção em Sámano, Espanha
- Cooperação com o fabricante de minibus Karl Koch

1999

- Aquisição de carroçador em Holýsov, na República Checa
- Restruturação da fábrica de carroçarias e início do centro de desenvolvimento do KTL - pintura por cataforese
- Apresentação mundial do Mercedes-Benz Travego

2000

- Quinto aniversário da EvoBus, fundação do centro Minibus
- Primeira pedra do centro de montagem de Mannheim
- Início de produção de chassis em Sámano, Espanha
- O Cito é eleito "Autocarro do Ano"
- Três mil chassis são instalados pela primeira vez em Neu-Ulm

2001

- Apresentação mundial da gama Setra TopClass 400
- É registada a venda nº 75.000 da marca Setra
- O Setra TopClass 400 é eleito "Autocarro do Ano"

2002

- Construção da nova linha de montagem em Mannheim
- Lançamento do programa "Sucesso EvoBus"
- Joint-venture com a CaetanoBus, em Portugal

2003

- A EvoBus GmbH expande a sua equipa de gestão e toma um papel na gestão estratégica nos negócios mundiais do autocarro da DaimlerChrysler
- Entrega de 30 Mercedes-Benz Citaro Fuell-Cell (H2Bus)
- A Evobus toma o negócio dos chassis para serviço em aeroporto
- O ESP, Programa Eletrônico de Estabilidade (Electronic Stability Program) é introduzido em todos os autocarros de turismo

2004

- Aniversário: O 10.000º Mercedes-Benz Citaro e o 10.000º Tourismo saem da linha de produção
- Novo centro de veículos usados em Mannheim
- Abertura do 42º ServiceCentre da EvoBus
- A EvoBus tem agora 10.600 empregados, mais de 8.000 na Alemanha e cerca de 2.600 em outros países europeus
- Este é o ano de maior sucesso desde a constituição da EvoBus: 8.600 veículos e chassis vendidos, num valor de 2.4 bilhões de Euros

2005
- 23 de Fevereiro: celebração dos 10 Anos EvoBus
- Teste de estrada do primeiro autocarro urbano Mercedes-Benz com a nova tecnologia BlueTec
- Recorde mundial para os fuell-cell: 1 milhão de quilómetros de serviço
- Continuidade à ofensiva de produto: Apresentação do novo Mercedes-Benz Travego, do urbano e interurbano Citaro Low Entry e dos interurbanos Setra MultiClass 400 e Mercedes-Benz Integro

2006

- É entregue o Setra 5.000 das séries TopClass 400 e ComfortClass 400
- Início da construção do novo Centro de Peças e Logística em Neu-Ulm
- Contrato para fornecimento de 600 autocarros interurbanos para Moscovo
- Entrega do primeiro Mercedes-Benz com motor Euro 5
- Sucesso na IAA - Feira Internacional Automóvel: Mercedes-Benz Citaro LE Ü Low Entry é galardoado com a distinção de "Autocarro do Ano"
- Apresentações mundiais: Setra MultiClass 400 NF, Mercedes-Benz Citaro curto e Mercedes-Benz Tourismo
- Abertura do ServiceCentre em Praga
- Cerimónia de inauguração: Setra Customer Centre em Neu-Ulm

2008

- A Mercedes-Benz recebe encomenda de 600 unidades Mercedes-Benz Intouro para a República Checa
- BusWorld em Kortrijk: estreia do novo Setra TopClass 400 e das novas versões do Setra ComfortClass 400. A Mercedes-Benz apresenta o novíssimo programa para o MiniBus Sprinter Travel 65
- A EvoBus recebe uma vez mais uma encomenda de 500 unidades Mercedes-Benz Citaro para Bucareste
- A Evobus apresenta o protótipo do Mercedes-Benz Citaro com motor híbrido diesel-eléctrico

## A EvoBus
Desde a junção da Mercedes-Benz e Setra em 1995 debaixo do mesmo tecto, a EvoBus tornou-se líder do fornecimento de uma linha completa de autocarros urbanos, interurbanos e de turismo para o mercado europeu, estando também presentes no mercado mundial.
Com estas duas marcas e integrada no Grupo Daimler, a EvoBus oferece aos clientes de todo o mundo um único e abrangente portefólio de produtos.
Oferece uma larga gama de serviços, desde seguros e consultoria, passando por concepção e financiamento, até ao fornecimento de peças e acessórios originais OMNIplus, em conjunto com uma rede de vendas de veículos novos e usados que cobre toda a Europa, assistida por mais de 500 oficinas de assistência habilitadas a satisfazer as necessidades dos clientes e dos seus veículos.
A dedicação à investigação e desenvolvimento estabelece standards internacionais para novas tecnologias e ideias para a produção de autocarros.
Nos últimos anos, a EvoBus tem fortalecido consistentemente o papel de liderança nos mercados europeus, com as duas renovadas marcas Mercedes-Benz e Setra, particularmente no estabelecimento de departamentos de venda e produção própria nesses mercados.
A permanente optimização e desenvolvimento dos produtos EvoBus, juntamente com o portefólio de serviço que oferece, suporta a expansão das actividades.
Actualmente, existem produtos Setra premium nos mercados da América do Norte e China. A qualidade testada e experimentada dos produtos Mercedes-Benz são garantia de um sucesso global, como o provam as unidades em circulação nos mercados do Sudeste Asiático, Austrália, Europa de Leste e Médio-Oriente.

## Europa 2007
Em 2007 a EvoBus, em conjunto com a Mercedes-Benz Türk, apresentava os seguintes números:
Vendas 2007 10.340
- Vendas Mercedes-Benz                    6.800
- Vendas Mercedes-benz Chassis            1.230
- Vendas Setra                            2.310
- Vendas Totais de autocarros e chassis:

Market-Share na Europa 21.5%
- Europa Ocidental                        26.0%
- Alemanha                                55.4%
- Europa Oriental                         14.0%
- Turquia                                 52.1%

Força de Trabalho Europeia em 2007 13.796
- Europa excepto Alemanha e Turquia       2.501
- Alemanha                                8.032
- Turquia                                 3.263

A EvoBus está distribuída pela Europa da seguinte forma:
- Subsidiárias: EvoBus Portugal, em Portugal; EvoBus Ibérica, em Espanha; EvoBus France, na França; EvoBus Belgium, na Bélgica; EvoBus Nederland, na Holanda; EvoBus Schweiz, na Suíça; EvoBus Austria, na Áustria; EvoBus Italia, na Itália; EvoBus Danmark, na Dinamarca; EvoBus Sverige, na Suécia; EvoBus UK, na Grã-Bretanha; EvoBus Polska, na Polónia; EvoBus Bohemia, na República Checa; EvoBus Hungaria, na Hungria; EvoBus Romania, na Roménia; EvoBus Serbia and Montenegro, na Sérvia e Montenegro; EvoBus Hellas, na Grécia; EvoBus Russland, Em Noruega; Evobus Norwegen , na Rússia; EvoBus Réunion, na ilha Reunião.
- Locais de Produção: EvoBus Portugal, em Vila Nova de Gaia; EvoBus Ibérica, em Sámano; EvoBus France, em Ligny-en-Barrois; EvoBus Bohemia, em Holýsov; EvoBus GmbH, em Dortmund, Mannheim e Ulm/Neu-Ulm; Mercedes-Benz Türkei, em Davutpasa e Hosdere.
- Centros de Serviço: Portugal: clique AQUI[ligação inativa]; Europa: clique AQUI; Alemanha, Áustria, Suíça: clique AQUI
- Sede: EvoBus GmbH - Zentrale, Valhinger Strasse, 131 - Stuttgart [+49 711 17-99004]

### Blogues relacionados com o tema
- EvoMove | Evolução Mobilidade